# AF Saint-Louisien
El Athletic Football Saint-Louisien es un club de fútbol con sede de Saint-Louis, Reunión.
Actualmente juega la Primera División de Reunión, la máxima categoría de fútbol del país.

## Historia
El club fue fundado en 2010 en Saint-Louis. El club pasó sus primeros años en el fútbol reunionés a la sombra del SS Saint-Louisienne, más conocido y apoyado en ese momento que el Athletic. AF Saint-Louis evoluciona en divisiones inferiores sin que se le note demasiado. En la temporada 2012 debutó en la Tercera División de Reunión con un subcampeonato del grupo b. En la temporada 2013 salió campeón del grupo b y ascendió a la Segunda División de Reunión. En 2014 terminó 5.° de la Segunda División hasta que en la temporada 2017 logra el ascenso a la Primera División de Reunión.

## Palmarés
- Segunda División de Reunión: 1

2017
- Tercera División de Reunión: 1

2013